# جورجو موزر
جورجو موزر (ایتالیایی: Giorgio Moser؛ ‏ ۹ اکتبر ۱۹۲۳ – ۲۵ سپتامبر ۲۰۰۴) کارگردان فیلم، فیلم‌نامه‌نویس و تهیه‌کننده فیلم اهل ایتالیا بود.
از فیلم‌هایی که وی در آن‌ها نقش داشته‌است، می‌توان به قاره گم‌شده اشاره نمود.